# Kropatschek Portuguesa
A Kropatschek Portuguesa (dentro de Portugal, conhecida simplesmente por Kropatschek) foi uma família de espingardas e carabinas desenvolvida para as Forças Armadas Portuguesas, pela empresa de armamentos Österreichische Waffenfabrik-Gesellschaft (OE.W.F.G.), de Steyr, Áustria, com base no sistema desenvolvido pelo general austro-húngaro Alfred von Kropatschek.

## Visão geral
As Kropatschek Portuguesas usavam a munição 8 mm Guedes desenvolvida para as espingardas do sistema Castro Guedes, inventadas pelo oficial português Luís Fausto de Castro Guedes Dias, mas nunca adoptadas pelo Exército Português.
As Kropatschek foram as espingardas padrão do Exército Português entre 1886 e 1904. apesar de terem sido substituídas pelas Mauser-Vergueiro como arma padrão, em 1904, mantiveram-se em serviço nas unidades coloniais até cerca de 1961.
Além da espingarda de infantaria, foram desenvolvidas variantes mais curtas e mais leves, classificadas como carabinas, para uso das tropas de caçadores, de cavalaria, artilharia, engenharia e da Guarda Fiscal. Também foi desenvolvida uma variante da espingarda de infantaria, para uso colonial em ambiente tropical, que dispunha de um protector de mão superior, para protecção contra o aquecimento do cano.

## Variantes
- Espingarda de Infantaria 8 mm m/1886
- Carabina de Caçadores 8 mm m/1886
- Carabina de Cavalaria 8 mm m/1886
- Carabina da Guarda Fiscal 8 mm m/1886/88
- Espingarda de Infantaria 8 mm m/1886/89 (colonial)
- Carabina de Artilharia 8 mm m/1886/91